# Салмон-Коув
Салмон-Коув (англ. Salmon Cove) — містечко в Канаді, у провінції Ньюфаундленд і Лабрадор.

## Населення
За даними перепису 2016 року, містечко нараховувало 680 осіб, показавши скорочення на 2,2%, порівняно з 2011-м роком. Середня густина населення становила 161,6 осіб/км².
З офіційних мов обидвома одночасно володіли 5 жителів, тільки англійською — 675.
Працездатне населення становило 48,7% усього населення, рівень безробіття — 23,6% (29% серед чоловіків та 20,8% серед жінок). 94,5% осіб були найманими працівниками, а 5,5% — самозайнятими.
Середній дохід на особу становив $38 316 (медіана $24 960), при цьому для чоловіків — $53 322, а для жінок $22 733 (медіани — $36 736 та $19 808 відповідно).
21,2% мешканців мали закінчену шкільну освіту, не мали закінченої шкільної освіти — 28,3%, 50,4% мали післяшкільну освіту, з яких 8,8% мали диплом бакалавра, або вищий.
| Статево-вікова структура населення | Статево-вікова структура населення | Статево-вікова структура населення | Статево-вікова структура населення | Статево-вікова структура населення |
| ---------------------------------- | ---------------------------------- | ---------------------------------- | ---------------------------------- | ---------------------------------- |
|                                    |                                    |                                    |                                    |                                    |
| Всього                             | Всього                             | 49,6%50,4%                         |                                    |                                    |
| 0 — 14 років                       | 0 — 14 років                       |                                    | 13,2%                              | 13,2%                              |
| 15 — 64 років                      | 15 — 64 років                      |                                    | 63,2%                              | 63,2%                              |
| 65 і більше                        | 65 і більше                        |                                    | 23,5%                              | 23,5%                              |
| 85 і більше                        | 85 і більше                        |                                    | 1,5%                               | 1,5%                               |
| Середній вік (років)               | Середній вік (років)               | 46,146,4                           | 46,3                               | 46,3                               |
| Медіана (років)                    | Медіана (років)                    | 52,050,6                           | 51,0                               | 51,0                               |
| — чоловіки — жінки                 |                                    |                                    |                                    |                                    |

| Походження мешканців:     | Походження мешканців:     | Походження мешканців: | Походження мешканців: | Походження мешканців: |
| ------------------------- | ------------------------- | --------------------- | --------------------- | --------------------- |
| Походження                |                           |                       | осіб                  | %                     |
| Корінні американці        | Корінні американці        |                       | 15                    | 2.4%                  |
| Інше північноамериканське | Інше північноамериканське |                       | 560                   | 89.6%                 |
| Європейське               | Європейське               |                       | 145                   | 23.2%                 |
| британське                | британське                |                       | 140                   | 22.4%                 |

| Зайнятість населення за галузями (за класифікацією NOC): | Зайнятість населення за галузями (за класифікацією NOC): | Зайнятість населення за галузями (за класифікацією NOC): | Зайнятість населення за галузями (за класифікацією NOC): | Зайнятість населення за галузями (за класифікацією NOC): |
| -------------------------------------------------------- | -------------------------------------------------------- | -------------------------------------------------------- | -------------------------------------------------------- | -------------------------------------------------------- |
|                                                          |                                                          |                                                          |                                                          |                                                          |
| Управління                                               | Управління                                               |                                                          | 7,3%                                                     | 7,3%                                                     |
| Бізнес, фінанси та адміністрування                       | Бізнес, фінанси та адміністрування                       |                                                          | 7,3%                                                     | 7,3%                                                     |
| Природничі та прикладні науки                            | Природничі та прикладні науки                            |                                                          | 5,5%                                                     | 5,5%                                                     |
| Охорона здоров'я                                         | Охорона здоров'я                                         |                                                          | 7,3%                                                     | 7,3%                                                     |
| Освіта, правозахист, муніципальні та урядові служби      | Освіта, правозахист, муніципальні та урядові служби      |                                                          | 5,5%                                                     | 5,5%                                                     |
| Мистецтво, культура, відпочинок та спорт                 | Мистецтво, культура, відпочинок та спорт                 |                                                          | 3,6%                                                     | 3,6%                                                     |
| Роздрібна торгівля та послуги                            | Роздрібна торгівля та послуги                            |                                                          | 18,2%                                                    | 18,2%                                                    |
| Гуртова торгівля, транспорт та обладнання                | Гуртова торгівля, транспорт та обладнання                |                                                          | 30,9%                                                    | 30,9%                                                    |
| Природні ресурси, сільське господарство                  | Природні ресурси, сільське господарство                  |                                                          | 3,6%                                                     | 3,6%                                                     |
| Виробництво                                              | Виробництво                                              |                                                          | 10,9%                                                    | 10,9%                                                    |

## Клімат
Середня річна температура становить 5°C, середня максимальна – 19,3°C, а середня мінімальна – -10,4°C. Середня річна кількість опадів – 1 318 мм.
| Клімат поселення                              | Клімат поселення | Клімат поселення | Клімат поселення | Клімат поселення | Клімат поселення | Клімат поселення | Клімат поселення | Клімат поселення | Клімат поселення | Клімат поселення | Клімат поселення | Клімат поселення | Клімат поселення |
| Показник                                      | Січ.             | Лют.             | Бер.             | Квіт.            | Трав.            | Черв.            | Лип.             | Серп.            | Вер.             | Жовт.            | Лист.            | Груд.            |                  |
| Середній максимум, °C                         | 0,17             | −0,39            | 2,82             | 7,07             | 11,72            | 15,94            | 18,55            | 19,30            | 15,31            | 10,65            | 6,30             | 1,14             |                  |
| Середня температура, °C                       | −4,83            | −5,39            | −2,18            | 2,06             | 6,71             | 10,95            | 15,45            | 16,18            | 12,22            | 7,55             | 3,20             | −1,99            |                  |
| Середній мінімум, °C                          | −9,83            | −10,38           | −7,18            | −2,92            | 1,72             | 5,94             | 12,35            | 13,06            | 9,11             | 4,44             | 0,10             | −5,09            |                  |
| Норма опадів, мм                              | 118              | 112              | 100              | 96               | 94               | 99               | 92               | 89               | 123              | 145              | 128              | 122              |                  |
| Середньомісячна швидкість вітру, м/с          | 7.73             | 7.23             | 6.85             | 6.29             | 5.61             | 5.26             | 5.09             | 5.14             | 5.71             | 6.43             | 6.95             | 7.60             |                  |
| Середньомісячна сонячна радіація, кДж/м²·день | 3899             | 6683             | 10547            | 13939            | 17015            | 19138            | 19086            | 16071            | 12056            | 7140             | 4114             | 3026             |                  |
| --------------------------------------------- | ---------------- | ---------------- | ---------------- | ---------------- | ---------------- | ---------------- | ---------------- | ---------------- | ---------------- | ---------------- | ---------------- | ---------------- | ---------------- |
| Джерело:                                      |                  |                  |                  |                  |                  |                  |                  |                  |                  |                  |                  |                  |                  |